# Codicia (película de 1955)
Codicia es una película en blanco y negro coproducción de Argentina y Paraguay, dirigida por Catrano Catrani, según el guion de Félix C. Pelayo, sobre una adaptación de Catrani, que se estrenó el 29 de junio de 1955. Fue filmada parcialmente en Misiones y la ciudad de San Antonio (Paraguay).
Cuenta con las actuaciones protagónicas de los paraguayos Jacinto Herrera, Sara Antúnez, Leandro Salomón Cacavelos, Roque Centurión Miranda, Ernesto Báez, y Guillermo Battaglia (Argentina).
Con obras musicales de los compositores paraguayos Herminio Giménez (dirección musical), Mauricio Cardozo Ocampo y Epifanio Méndez Fleitas.

## Sinopsis
Un hombre que asesina a otro en la selva descubre que lleva oro en sus alforjas; posteriormente una mujer y un hombre tratan de quitárselo.

## Reparto
- Jacinto Herrera …El Forastero
- Sara Antúnez …María Selva
- Guillermo Battaglia …Ciriaco
- Leandro S. Cacavelos
- Roque Centurión Miranda
- Martín Ramos
- Ernesto Báez

## Comentarios
Crítica dijo:

”Se quiso y no se pudo…La trama bordea lo sensual sin apresarlo. La aventura y la violencia quedan siempre un poco al margen de los acontecimientos.”